# Vyšné Studené pleso
Vyšné Studené pleso je ledovcové jezero ve skupině Studených ples ve Velké Studené dolině ve Vysokých Tatrách na Slovensku. Má rozlohu 0,1650 ha, je 76 m dlouhé a 33 m široké. Dosahuje maximální hloubky 2,1 m a objemu 1385 m³. Leží v nadmořské výšce 1811 m, což je paradoxně níže než Nižné Studené pleso. Vyšné je označované z toho důvodu, že leží dále od ústí doliny.

## Okolí
Severovýchodně od plesa se zvedá Strelecká veža.

## Vodní režim
Pleso nemá povrchový přítok a odtéká z něj Studený potôčik, který je přítokem Veľkého Studeného potoka. Rozměry jezera v průběhu času zachycuje tabulka:
| Rok     | Měření prováděl   | Rozloha ha | Délka m | Šířka m | Hloubka max.m | Objem m³ |
| ------- | ----------------- | ---------- | ------- | ------- | ------------- | -------- |
| 1961–67 | pracovníci TANAPu | 0,150      | 76      | 33      | [ 1 ]         | [ 1 ]    |
| 2005    | Gregor, Pacl      | 0,1650     | [ 1 ]   | [ 1 ]   | 2,1           | 1 385    |

## Přístup
Pleso není veřejnosti přístupné. Ve vzdálenosti 300 m pod ním prochází  modrá turistická značka z Rainerovy chaty na Zbojníckou chatu, která je přístupná celoročně.